# Adolf Fiala
Adolf Fiala (Neratovice, 18 febbraio 1909 – 18 gennaio 1985) è stato un calciatore cecoslovacco, di ruolo difensore.

## Carriera

### Nazionale
Il 18 ottobre 1936 esordisce in Nazionale contro l'Ungheria (5-2).

## Palmarès

### Club

#### Competizioni nazionali
- Campionato cecoslovacco: 4

Slavia Praga: 1932-1933, 1933-1934, 1934-1935, 1936-1937